# احمد عبدالله علی
احمد عبدالله علی (عربی: أحمد عبدالله علي؛ زادهٔ ۱ آوریل ۱۹۸۷) بازیکن فوتبال اهل بحرین است.
وی همچنین در تیم ملی فوتبال بحرین بازی کرده‌است.